# Bucy-Saint-Liphard
Bucy-Saint-Liphard település Franciaországban, Loiret megyében. Lakosainak száma 208 fő (2022. január 1.). Bucy-Saint-Liphard Boulay-les-Barres, Chaingy, Gémigny, Huisseau-sur-Mauves, Ingré, Ormes és Rozières-en-Beauce községekkel határos.

## Népesség
A település népességének változása:
| Lakosok száma | 170  | 231  | 227  | 210  | 199  | 200  | 191  | 193  | 191  | 208  |
|               | 1968 | 1982 | 1990 | 2006 | 2013 | 2015 | 2017 | 2019 | 2020 | 2022 |